# Rödsand

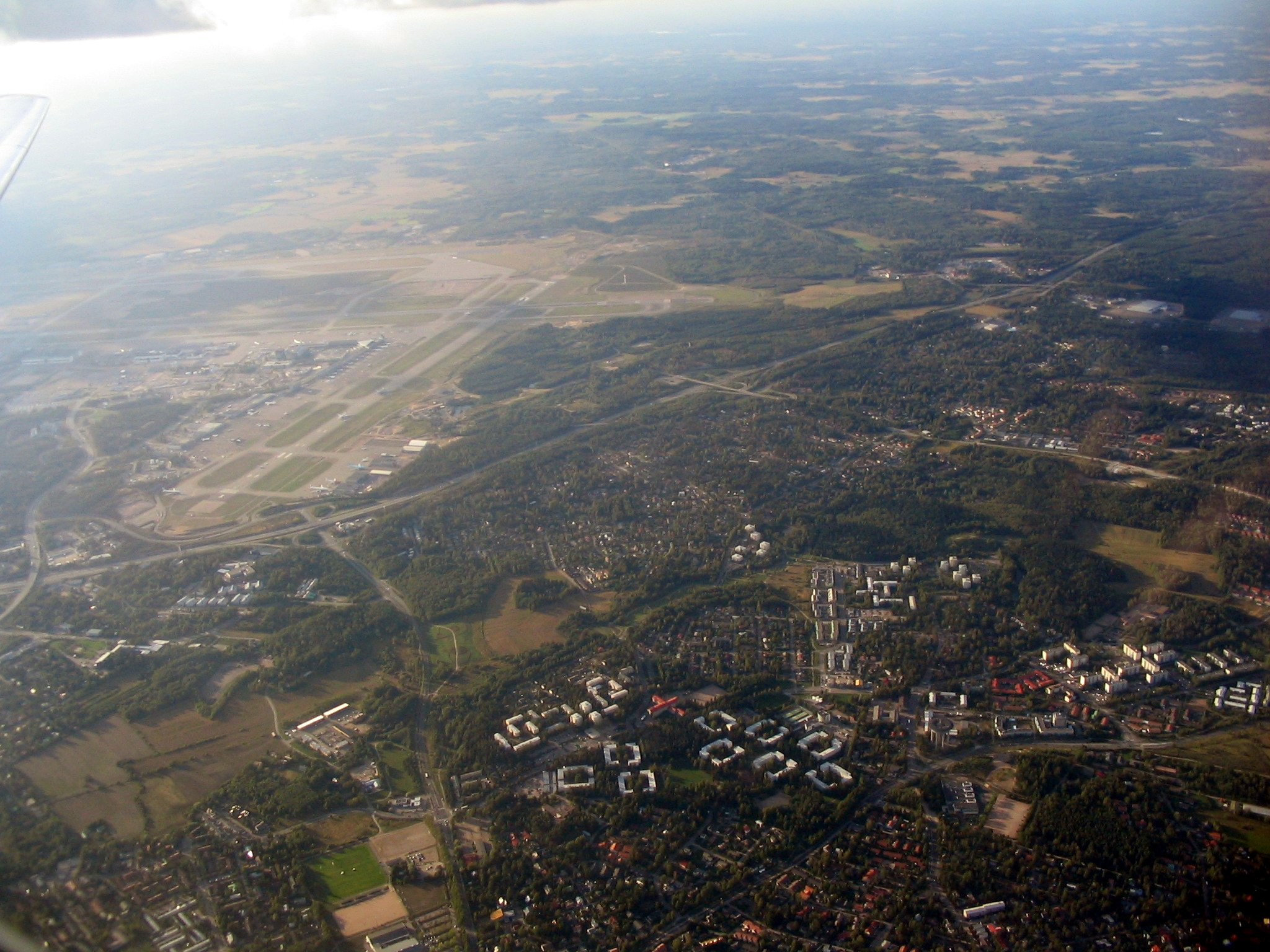
Flygbild över Simonsböle och Rödsand.

Rödsand (finska: Ruskeasanta) är en stadsdel i Vanda stad i landskapet Nyland. 
Grannstadsdelar till Rödsand är Simonsböle, Gladas, Björkhagen och Flygfältet. 
Det har funnits många bondgårdar i Rödsand i över 200 år. Kvar finns ännu gården Vedabacka uppe på en kulle i södra Rödsand. Bostadsbyggandet i stadsdelen började på 1950-talet. Byggnadsbeståndet består mestadels av egnahemshus och radhus men det finns också ett småhöghusområde som heter Ristipuro. 
Det finns cirka 350 arbetsplatser i Rödsand, varav de flesta inom servicebranschen. 
Kallbäcken rinner genom Rödsand från Björkby. Längs med bäcken växer det lundar med bland annat klibbal, hägg, asp och sälg. Terrängen höjer sig mot väster där det finns bergiga kullar. I den västra delen av Rödsand finns det också en torr sandmo som gett området dess namn.

## Sevärdheter
- Rödsands begravningsplats, invigd år 1887
- En kulle vid Helsingfors-Vanda flygplats som lockar flygplansbongare.